# Pietro Vierchowod
Pietro Vierchowod (ur. 6 kwietnia 1959 w Calcinate) – piłkarz włoski grający na pozycji środkowego obrońcy. Nosił przydomek „Car”.

## Kariera klubowa
Vierchowod jest synem byłego sowieckiego jeńca wojennego. Jego ojciec, Ukrainiec Iwan Łukjanowycz Vierchowod ur. we wsi Rykowo, około Białej Cerkwi, w czasie II wojny światowej jako żołnierz Armii Czerwonej został schwytany przez Niemców, potem uciekł z faszystowskiego obozu koncentracyjnego w północnych Włoszech i walczył w partyzanckim oddziale włoskiego ruchu oporu. Po wojnie nie wrócił do ZSRR i osiadł w Lombardii. Pietro urodził się w małej miejscowości Calcinate w Lombardii. Piłkarską karierę rozpoczynał w małym klubie o nazwie Romanese, a w 1976 roku przeszedł do Calcio Como, w barwach którego w 1977 roku zadebiutował w Serie B, ale w tym samym sezonie spadł z Como do Serie C1. W trzeciej lidze spędził rok i już w sezonie 1979/1980 z powrotem grał w Serie B i Como jako beniaminek awansował do Serie A. W pierwszej lidze Włoch Vierchowod zadebiutował 14 września 1980 w przegranym 0:1 domowym meczu z AS Roma, a w grudniu zdobył swojego pierwszego gola w lidze (w wygranym 3:1 meczu z Cagliari Calcio). Z Como Pietro utrzymał się w lidze.
Latem 1981 Vierchowod zmienił klub i przeszedł do silniejszej Fiorentiny. W jej barwach wystąpił 28 razy i zdobył 2 gole (z US Catanzaro i Como), a dobrą gra w obronie przyczynił się do wicemistrzostwa Włoch. W 1982 roku Pietro przeszedł jednak do AS Roma. W jej barwach zadebiutował 12 września w wygranym 3:1 wyjazdowym meczu z Cagliari. W rzymskim klubie był głównym filarem obrony, a zespół z takimi gwiazdami jak Falcão, Bruno Conti czy Roberto Pruzzo wywalczył pierwsze od 40 lat mistrzostwo kraju. W mistrzowskim sezonie Vierchowod obok bramkarza Franco Tancrediego wystąpił we wszystkich 30 meczach ligowych.
Latem 1983 Pietro znów zmienił barwy klubowe i tym razem został piłkarzem Sampdorii. W Sampdorii swój pierwszy mecz ligowy rozegrał 12 września, a klub z Genui pokonał 2:1 na wyjeździe Inter Mediolan. Na swój pierwszy sukces w barwach nowego klubu Vierchowod czekał rok i wtedy to w sezonie 1984/1985 wywalczył Puchar Włoch, swój pierwszy w karierze. W 1988 roku powtórzył ten sukces, podobnie jak rok później, czyli w 1989 roku. Dzięki tym trzem trofeom „Car” wystąpił w Pucharze Zdobywców Pucharów. W edycji 1988/1989 doszedł z Sampdorią do finału, ale włoski klub przegrał 0:2 z Barceloną. Natomiast w edycji 1989/1990 genueński zespół pokonał w spotkaniu finałowym 2:0 po dogrywce belgijski RSC Anderlecht. W sezonie 1990/1991 Sampdoria z Vierchowodem w obronie została po raz pierwszy w historii mistrzem kraju (30 meczów, 3 gole w sezonie), a w sezonie 1991/1992 dotarła do finału Ligi Mistrzów, ale znów uległa Barcelonie, tym razem 0:1 (90 minut Pietro w tym meczu). Podczas gry w Sampdorii Vierchowod sięgnął po jeszcze jedno trofeum – kolejny Puchar Włoch w 1994 roku.
Latem 1995 roku Vierchowod przeszedł do Juventus F.C. W turyńskim klubie walczył o miejsce w wyjściowej jedenastce z Moreno Torricellim, Paolo Montero oraz Massimo Carrerą. W lidze Juventus został tylko wicemistrzem kraju, ulegając Milanowi, ale w rozgrywkach Ligi Mistrzów nie miał sobie równych i w finale pokonał po rzutach karnych holenderski AFC Ajax.
W 1996 roku Pietro przeniósł się na San Siro i został zawodnikiem A.C. Milan. Jednak w Milanie był tylko rezerwowym obrońcą dla Alessandra Costacurty, Marcela Desailly’ego czy Franco Baresiego. Na dodatek Milan spisał się w lidze wyjątkowo słabo i zajął dopiero 11. miejsce. W 1997 roku Vierchowod odszedł z zespołu i podpisał kontrakt z Piacenzą Calcio. W klubie tym grał regularnie przez 3 sezony do 41. roku życia, a karierę zakończył dopiero po spadku tego klubu z Serie A w sezonie 1999/2000. W Serie A Vierchowod wystąpił łącznie w 562 ligowych spotkaniach i na liście wszech czasów zajmuje 4. miejsce za Paolem Maldinim, Gianlucą Pagliucą oraz Dino Zoffem.
| Sezon   | Klub            | Kraj   | Rozgrywki         | Mecze | Bramki |
| ------- | --------------- | ------ | ----------------- | ----- | ------ |
| 1977/78 | Calcio Como     | Włochy | Serie B           | 16    | 0      |
| 1978/79 | Calcio Como     | Włochy | Serie C1          | 34    | 3      |
| 1979/80 | Calcio Como     | Włochy | Serie B           | 35    | 1      |
| 1980/81 | Calcio Como     | Włochy | Serie A           | 30    | 2      |
| 1981/82 | AC Fiorentina   | Włochy | Serie A           | 28    | 2      |
| 1982/83 | AS Roma         | Włochy | Serie A           | 30    | 0      |
| 1983/84 | UC Sampdoria    | Włochy | Serie A           | 30    | 2      |
| 1984/85 | UC Sampdoria    | Włochy | Serie A           | 29    | 2      |
| 1985/86 | UC Sampdoria    | Włochy | Serie A           | 28    | 1      |
| 1986/87 | UC Sampdoria    | Włochy | Serie A           | 28    | 2      |
| 1987/88 | UC Sampdoria    | Włochy | Serie A           | 29    | 5      |
| 1988/89 | UC Sampdoria    | Włochy | Serie A           | 29    | 1      |
| 1989/90 | UC Sampdoria    | Włochy | Serie A           | 32    | 3      |
| 1990/91 | UC Sampdoria    | Włochy | Serie A           | 30    | 3      |
| 1991/92 | UC Sampdoria    | Włochy | Serie A           | 31    | 1      |
| 1992/93 | UC Sampdoria    | Włochy | Serie A           | 29    | 1      |
| 1993/94 | UC Sampdoria    | Włochy | Serie A           | 32    | 2      |
| 1994/95 | UC Sampdoria    | Włochy | Serie A           | 31    | 2      |
| 1995/96 | Juventus F.C.   | Włochy | Serie A           | 21    | 2      |
| 1996/97 | A.C. Milan      | Włochy | Serie A           | 16    | 1      |
| 1997/98 | Piacenza Calcio | Włochy | Serie A           | 30    | 2      |
| 1998/99 | Piacenza Calcio | Włochy | Serie A           | 28    | 4      |
| 1999/00 | Piacenza Calcio | Włochy | Serie A           | 22    | 0      |
|         |                 |        | Łącznie w Serie A | 562   | 38     |

## Kariera reprezentacyjna
W reprezentacji Włoch Vierchowod zadebiutował 6 stycznia 1981 w zremisowanym 1:1 meczu z reprezentacją Holandii, rozegranym za selekcjonerskiej kadencji Enzo Bearzota. Rok później ten sam szkoleniowiec zabrał Pietro na finały mistrzostwa świata w Hiszpanii, ale obrońca nie zagrał tam ani razu i odebrał tylko symboliczny medal za mistrzostwo świata.
W 1984 roku Vierchowod został członkiem reprezentacji olimpijskiej na igrzyska olimpijskie w Los Angeles. Z Włochami dotarł do półfinału, a w meczu o brązowy medal jego rodacy ulegli Jugosławii 1:2.
W 1986 roku Vierchowod znalazł się w kadrze na mistrzostwa świata w Meksyku, na których był zawodnikiem pierwszego składu. Najpierw wystąpił we wszystkich 3 meczach grupowych: z Bułgarią (1:1), Argentyną (1:1) oraz Koreą Południową (3:2), a następnie w 1/8 finału z Francją (0:2), po którym Włosi odpadli z turnieju i tym samym nie obronili tytułu sprzed 4 lat.
W 1990 roku Pietro znów wziął udział w turnieju o mistrzostwo świata, a tym razem były to mistrzostwa świata we Włoszech. W drużynie Azeglio Viciniego nie był pierwszoplanową postacią, a zaledwie rezerwowym obrońcą. Wpierw wystąpił w grupowym meczu z Czechosłowacją (2:0), a następnie w 1/8 finału z Urugwajem (2:0). Swój trzeci i ostatni mecz na tym turnieju zaliczył w walce o brąz, gdy Włosi pokonali 2:1 Anglików i stali się trzecią drużyną świata.
24 marca 1993 roku Vierchowod stał się najstarszym włoskim piłkarzem, który zdobył gola w kadrze. Włosi pokonali 6:1 Maltę, a w meczu tym Pietro liczył sobie wtedy 34 lata. Karierę reprezentacyjną Vierchowod kończył w tym samym roku, meczem ze Szwajcarią (1:0), rozegranym w ramach eliminacji do MŚ 1994. Łącznie w pierwszej reprezentacji Italii Pietro wystąpił w 45 meczach i zdobył 2 gole.

## Kariera trenerska
- 2001  Calcio Catania
- 2002  Florentia Viola
- 2005  Triestina Calcio

Po zakończeniu kariery Vierchowod został trenerem. Szkolił zespoły z niższych lig takie jak Calcio Catania, Florentia Viola i Triestina Calcio, ale w każdym przypadku został zwolniony przed końcem sezonu.

## Sukcesy
- Mistrzostwo Włoch: 1983 z Romą, 1991 z Sampdorią
- Puchar Włoch: 1985, 1988, 1989, 1994 z Sampdorią
- Superpuchar Włoch: 1991 z Sampdorią, 1995 z Juventusem
- Puchar Mistrzów: 1996 z Juventusem
- Puchar Zdobywców Pucharów: 1990 z Sampdorią
- Mistrzostwo Świata: 1982
- 3. miejsce MŚ: 1990
- Udział w MŚ: 1982, 1986, 1990